# Chaperiopsis tropica
Chaperiopsis tropica är en mossdjursart som först beskrevs av Campbell Easter Waters 1909.  Chaperiopsis tropica ingår i släktet Chaperiopsis och familjen Chaperiidae. Inga underarter finns listade i Catalogue of Life.